# Vavul Mala
Vavul Mala är ett berg i Indien.   Det ligger i distriktet Kozhikode och delstaten Kerala, i den södra delen av landet, 1 900 km söder om huvudstaden New Delhi. Toppen på Vavul Mala är 2 322 meter över havet.
Terrängen runt Vavul Mala är huvudsakligen bergig, men den allra närmaste omgivningen är kuperad. Vavul Mala är den högsta punkten i trakten. Runt Vavul Mala är det tätbefolkat, med 356 invånare per kvadratkilometer. Det finns inga samhällen i närheten. I omgivningarna runt Vavul Mala växer i huvudsak städsegrön lövskog.